# Lavoir d'Azereix
Le lavoir d'Azereix ou lavoir de Cap-Vath est un lavoir situé à Azereix, dans le département des Hautes-Pyrénées.

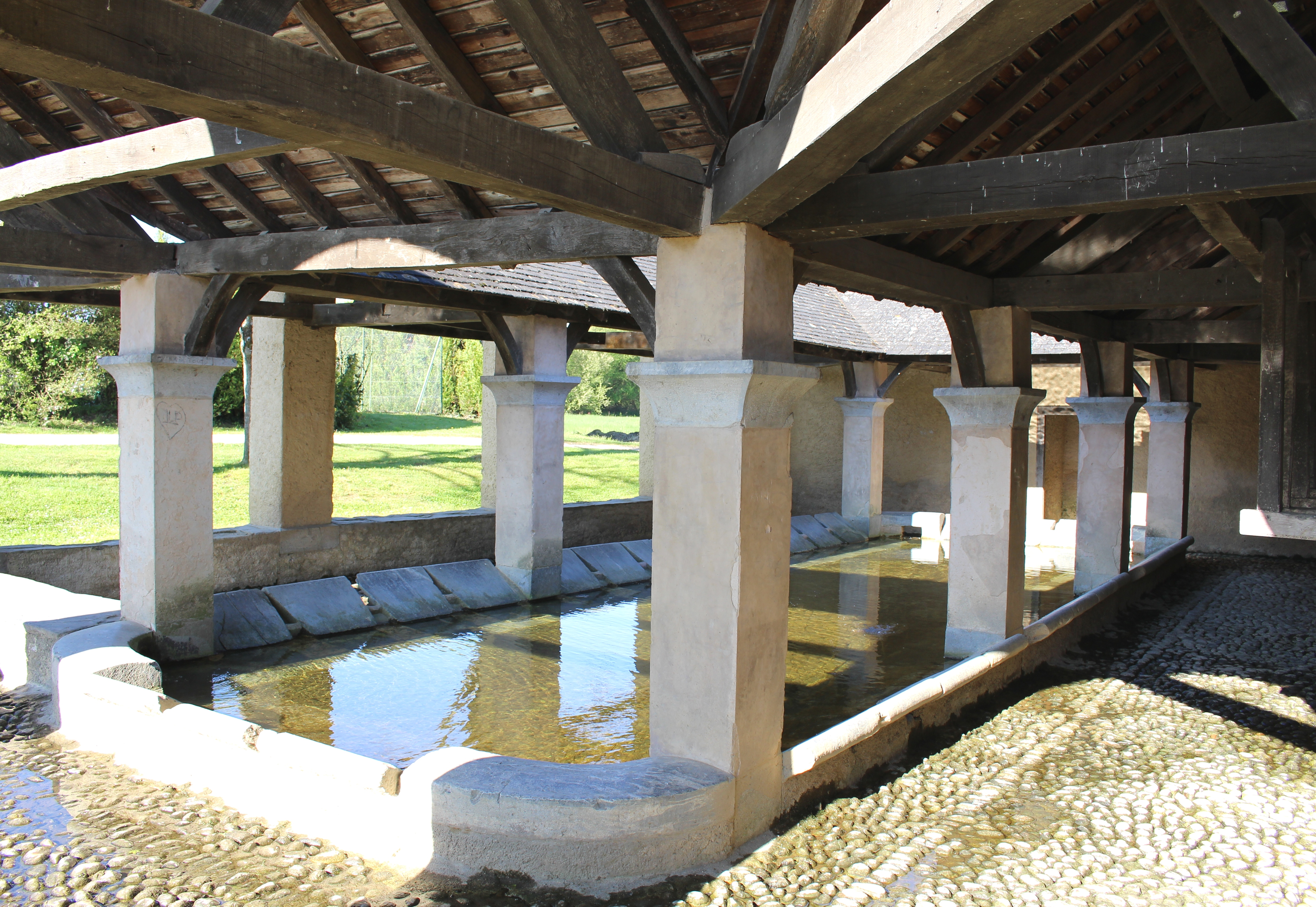

## Localisation
Le lavoir est situé dans le département français des Hautes-Pyrénées, sur la commune d'Azereix au bout de la place de la mairie et attenant à l'église Saint-Fructueux d'Azereix.

## Toponymie
Le lavoir d'Azereix est nommé lavoir de Cap-Vath  (en aval), pour le différencier de celui de Cap-sus (de dessus = en amont), il est alimenté par le ruisseau du Mardaing.

## Description
Le lavoir à impluvium d'Azereix  ou lavoir de Cap-Vath  est un édifice rectangulaire à toiture à quatre pentes, dirigeant l'eau vers un bassin central également rectangulaire.

La toiture qui reçoit l'eau de pluie en ardoises du pays qui est en pente inclinée vers l'intérieur, est supportée par deux groupes de piliers (piliers internes carrés ; piliers externes rectangulaires reliés par des arcades en plein cintre).

Une source alimente le bassin en complément. Il est par ailleurs remarquable avec son pavage de galets et ses  colonnes anciennes, ainsi que ses 30 belles labasses (pierres en ardoises ou schistes) tout autour du bassin.

## Historique
Le lavoir d'Azereix est daté de 1864.

L'édifice est inscrit au titre des monuments historiques depuis le 30 mars 1979.

## Galerie de photos

Sélection de vues diverses
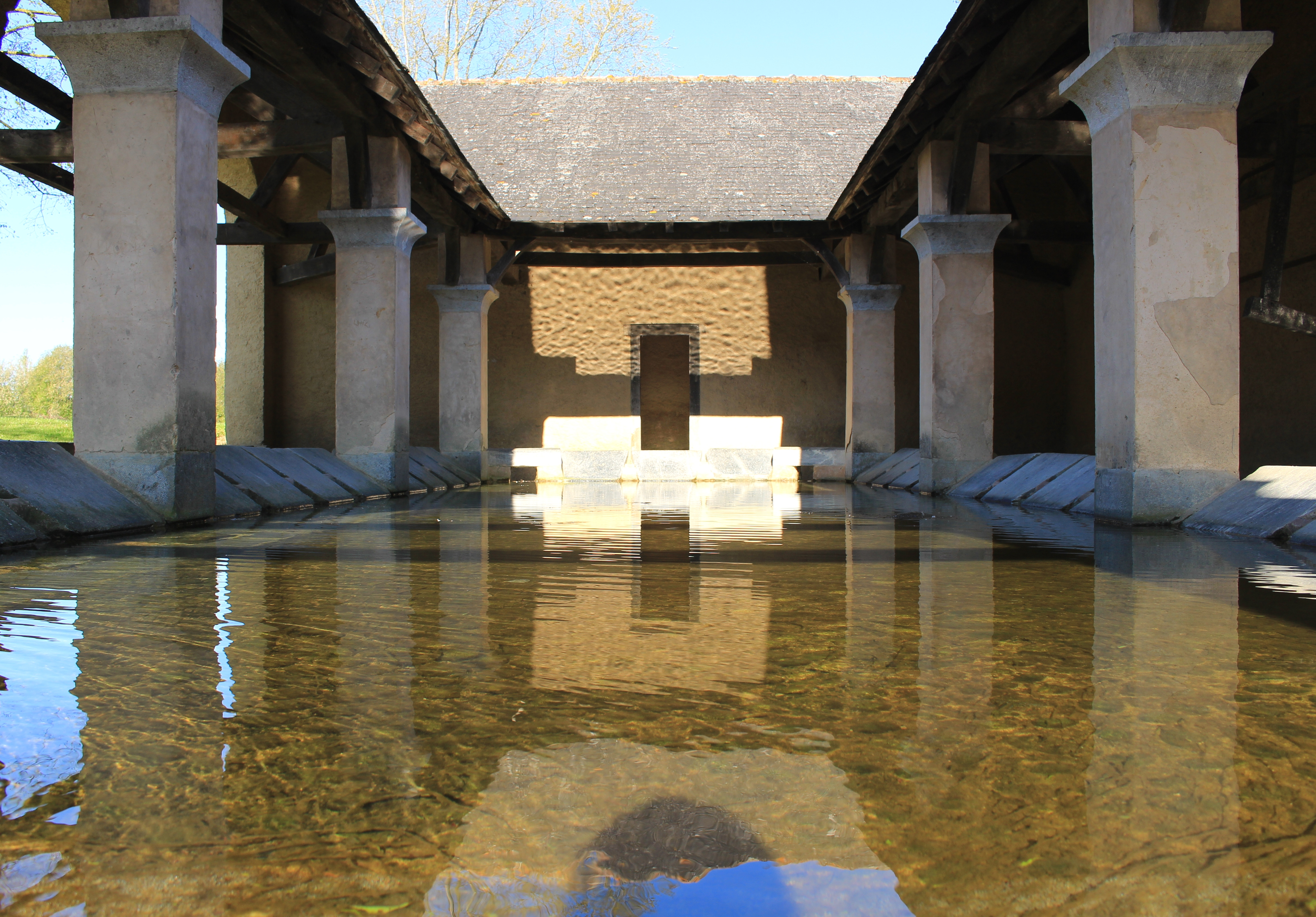
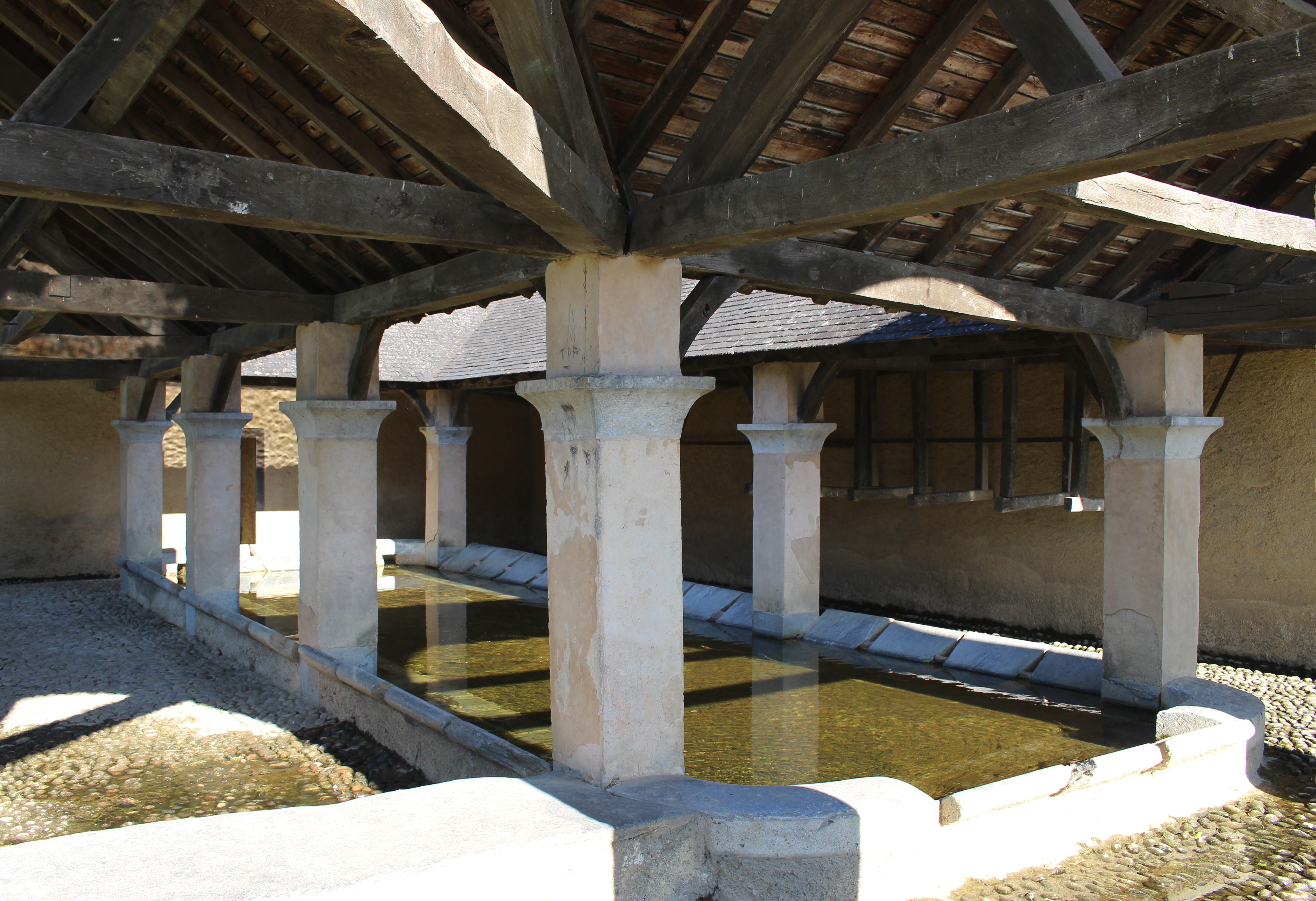
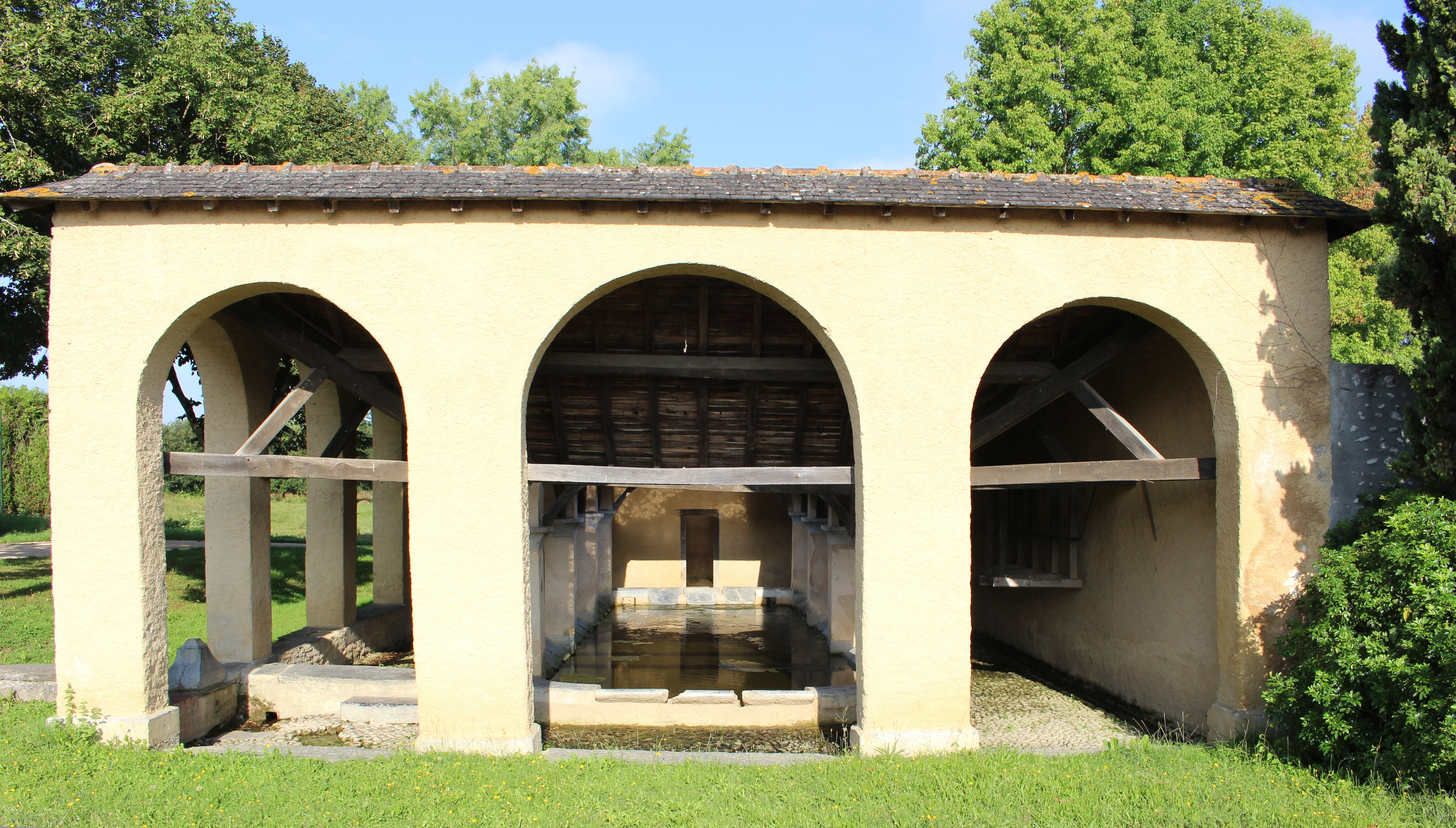